# Tethys Bay
Die Tethys Bay ist eine 2 km breite und 3 km lange Bucht an der Scott-Küste des ostantarktischen Viktorialands. Sie liegt als halbkreisförmige Nebenbucht des Gerlache Inlet im nordwestlichen Winkel der Terra Nova Bay östlich des Mount Abbott am Fuß der Northern Foothills.
Das New Zealand Antarctic Place-Names Committee benannte sie nach dem Tethysmeer aus dem Mesozoikum und älteren Känozoikum der Erdgeschichte.